# 7 Samodzielny Batalion Inżynieryjno-Budowlany
7 Samodzielny Batalion Inżynieryjno-Budowlany – były samodzielny batalion inżynieryjno-budowlany Nadwiślańskich Jednostek Wojskowych MSW (JW 1917), który stacjonował w Warszawie przy ul. Kocjana 3. Do zadań batalionu należało ogólnowojskowe szkolenie żołnierzy i budowa obiektów dla potrzeb NJW MSW oraz obiektów specjalnych na rzecz resortu MSW. W latach 1970–1989 batalion prowadził roboty budowlane z zakresu budownictwa wojskowego i obronnego, a także na rzecz gospodarki narodowej.

## Historia

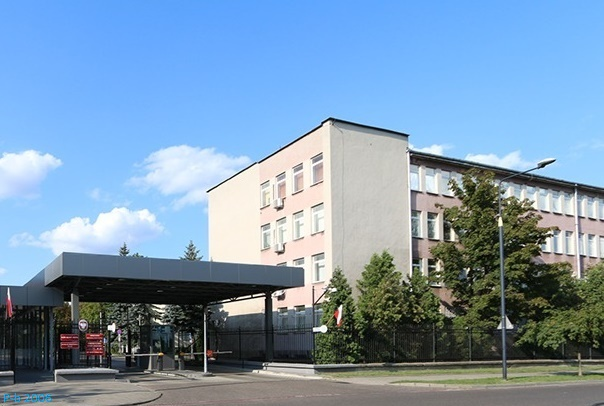
Budynek sztabowy b. NJW MSW

Reorganizacja NB MSW im. Czwartaków AL prowadzona przez MSW od 1965 roku, rozbudowa i przydzielanie nowych zadań wymagających zwiększenia stanu osobowego Brygady, a tym samym i zaplecza szkoleniowo-socjalnego, było powodem utworzenia jednostki inżynieryjno-budowlanej. Wobec wzrostu zapotrzebowania na wykonawstwo zadań budowlanych w 1970 r. na podstawie rozkazu nr 0245 dowódcy Nadwiślańskiej Brygady MSW im. Czwartaków AL z dnia 18.04.1970 r. na bazie istniejącej kompanii remontowo-budowlanej, sformowany został batalion inżynieryjno-budowlany (JW 1917), podległy dowódcy JW 1914, Warszawa ul. Podchorążych 38. Kolejnym rozkazem nr 0324 dowódcy Nadwiślańskiej Brygady MSW im. Czwartaków AL z dnia 31.10.1970 r. uchylono podporządkowanie batalionu dowódcy JW 1914 i przekształcono go z dniem 1.12.1970 r. w Samodzielny Batalion Inżynieryjno-Budowlany, podległy bezpośrednio pod dowódcę Nadwiślańskiej Brygady MSW im. Czwartaków AL.

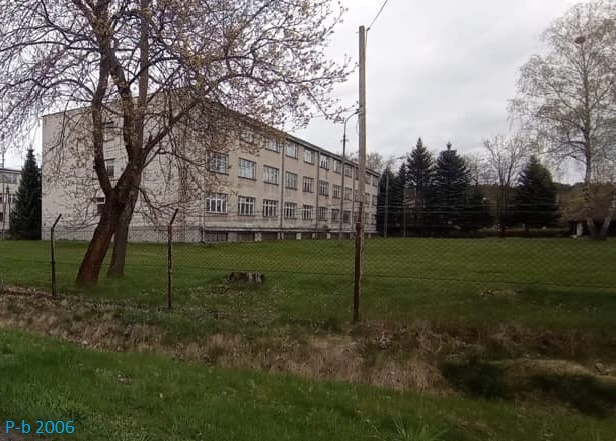
Koszary murowane, poligon Raducz

Do roku 1974 jednostka stacjonowała w Warszawie na ul. Podchorążych 38, w tym samym roku przeniosła się do nowego kompleksu koszarowego wybudowanego przez batalion w Warszawie, w dzielnicy Bemowo, na ul. Kocjana 3.
Po rozbudowie Nadwiślańskiej Brygady MSW im. Czwartaków AL i powołaniu w 1974 r. Nadwiślańskich Jednostek Wojskowych MSW rozkazem dowódcy Nadwiślańskich Jednostek Wojskowych MSW nr 0315 z dnia 1.12.1974 r. jednostkę przemianowano na 7 Samodzielny Batalion Inżynieryjno-Budowlany
Żołnierze batalionu byli szkoleni w specjalistycznych pracach inżynieryjno-budowlanych i saperskich. Budowali obiekty dla potrzeb NJW MSW, resortu MSW i gospodarki narodowej. W czasie służby wojskowej organizowano dla żołnierzy dodatkowo kursy na murarzy, cieśli, ślusarzy i w wielu innych specjalnościach potrzebnych na budowach. Żołnierze, po ukończonym kursie, dostawali dyplomy rzemieślnicze wykwalifikowanych pracowników budowlanych.

### Przykładowe obiekty[1]
- kompleks koszarowy – koszary własne oraz 103 pułku lotniczego na Bemowie ul. Kocjana 3 (1972–1974);
- blok szkoleniowo-sztabowy Dowództwa Nadwiślańskich Jednostek Wojskowych  MSW na ul. Podchorążych 38 w Warszawie;
- bazę szkoleniową poligonu i magazyny kwatermistrzowskie w Warszawie na Siekierkach;
- obiekt o specjalnym przeznaczeniu na półwyspie helskim, na obszarze przylegającym do Juraty, Ośrodek Wypoczynkowy Urzędu Rady Ministrów „Mewa” (obecnie rezydencja Prezydenta RP)[5];
- obiekty szkoleniowe i socjalne na poligonie w Raduczu, m.in. strzelnicę, bursę oficerską, stołówkę z kuchnią, kotłownię centralnego ogrzewania, łaźnię, 3 murowane budynki koszarowe oraz szereg urządzeń sanitarno-kanalizacyjnych;
- budynek szkolno-koszarowy dla Podoficerskiej Szkoły Piechoty - Warszawa ul. Podchorążych 38;
- centralny magazyn zaopatrzenia – Warszawa ul. Podchorążych 38;
- kompleks obiektów specjalnych MSW – tajny szkoleniowy ośrodek wywiadu, (JW 2669), w Starych Kiejkutach[4]; obiekty posiadały własną studnię głębinową, własny system kanalizacyjny, przeciwatomowy schron podziemny, gdzie można było, nie wychodząc na powierzchnię, przeżyć kilka miesięcy, nadawczo-odbiorczą stację radiową, kryty basen kąpielowy, salę gimnastyczną i stołówkę-restaurację[4];
- obiekt specjalny URM w lasach spalskich, tzw. Willa Gierka (1972–1973)[6];
- zespół basenów kąpielowych klubu Gwardia Warszawa;
- udział w budowie Centrum Zdrowia Dziecka, Warszawa–Międzylesie;
- osiedle „Chełmska”, Warszawa[7] – budynki mieszkalne dla kadry NJW MSW i pracowników MSW.

Po decyzji MSW z maja 1989 roku o reorganizacji NJW MSW 7 Samodzielny Batalion Inżynieryjno-Budowlany został rozformowany ostatecznie 31 grudnia 1989 roku.